# János Garay (fäktare)
János Garay, född 23 februari 1889 i Budapest, död 3 maj 1945 i Mauthausen, var en ungersk fäktare.
Garay blev olympisk guldmedaljör i sabel vid sommarspelen 1928 i Amsterdam.